# Juan Rosasco
Juan Rosasco (Ciudad de Buenos Aires, Argentina, 15 de noviembre de 1977) es un músico, cantante, compositor y pianista de rock argentino. Es fundador de la agrupación Juan Rosasco en Banda, con la que lleva editados cinco álbumes y tres EPs.

## Biografía
Luego de formar parte de varias agrupaciones en su adolescencia, en 2003 editó su primer y único disco solista, Mil Corbatas, grabado a piano y voz. Tras un año de tocar en bares de Buenos Aires, decidió formar Juan Rosasco en Banda con músicos estables que lo empezaron a acompañar en los shows.
En 2005 editó el primer trabajo con la banda, Oscurito, con el que ganó el concurso del programa Reyes de la Noche de la radio Mega 98.3 y llegó a la final del Bombardeo del Demo de Rock &Pop, tocando en El Teatro Colegiales.
Los dos discos siguientes, Paseo en Menta y Ríe La Puerta Que Da Al Jardín, fueron producidox por Mario Siperman y Daniel Lozano de Los Fabulosos Cadillacs, y contaron con las participaciones de Jorge Serrano de Los Auténticos Decadentes, Sergio Rotman y Juan Subirá de Bersuit Vergarabat. 
En 2014 Juan firmó con el Sello S-Music y editó junto a la banda Cuentos Para Coleccionar, producido por Walter Piancioli y Pablo Tévez de Los Tipitos. En el disco participó como invitado Chano Moreno Charpentier de Tan Biónica en el tema «Mi patio». La canción «Hipnosis» sonó en las radios más importantes del país y fue cortina del programa 6, 7, 8 que se transmitía por la TV Pública. En agosto de ese año Estela de Carlotto fue al programa luego de haber encontrado a su nieto Guido y la emisión cerró entre lágrimas con la canción de Juan escuchándose de fondo:

«Nunca me voy a olvidar del día en el que Estela de Carlotto encontró a su nieto y fue al programa 678, a compartir tremenda alegría. Como sonaba ‘Hipnosis’, primer corte del disco, se despidieron con el rostro emocionado de Estela y el estribillo sonando»

Tras una gira de presentación por diferentes lugares de Argentina, Juan compartió escenario con artistas como Fernando Cabrera, Liliana Herrero y Javier Malosetti en Ciudad Cultural Konex y el español Melendi en el Teatro Ópera. A su término llegaría el lanzamiento de una serie de EPs: el primero fue Niebla de Otoño (2018), cuya canción homónima tuvo como invitado a Leo García y en el videoclip participaron los actores Julieta Ortega e Ignacio Toselli. Mañanitas (2019) contó con la presencia de Dani Suárez (Bersuit) y la actuación de Esteban Prol y Ramiro Agüero. Ese mismo año la banda festejó sus 15 años de trayectoria en un show a sala llena en La Trastienda de Buenos Aires que quedó registrado en el EP Vivo.
Todas las canciones de Juan Rosasco en Banda son compuestas por el propio Juan Rosasco, quien siempre mostró su sensibilidad social, tanto en sus letras como en las entrevistas. El 24 de marzo de 2021 el grupo lanzó el sencillo «Gritos de madrugada», compuesto por Juan luego de una visita a la ex ESMA. El tema tuvo a Palo Pandolfo como invitado en voz y su video fue grabado en el Parque de la Memoria y en la misma ex ESMA, contando con la participación de Madres de Plaza de Mayo, Abuelas de Plaza de Mayo, hijos y nietos de desaparecidos durante la Dictadura Militar que se vivió en Argentina entre 1976 y 1983.
Ese mismo año lanzó también la canción «Las luces de siempre» con Rodrigo Manigot de Ella es tan cargosa y la actuación en el video de Paola Barrientos y Gerardo Chendo, para finalizar con la edición del disco Norte que tuvo como corte principal la canción homónima con la participación de Daniela Herrero.
El 2022 comenzó con un show a sala llena en el Centro Cultural Kirchner, giras por Córdoba, Rosario y Tucumán, algunas en solitario y otras con banda, más el lanzamiento de la canción «Colores al azar» con Juani Rodríguez de Andando Descalzo como cantante invitado y un clip con la participación de la actriz Mirta Busnelli y el periodista Lautaro Maislin. Durante este año, Juan participó en la Feria Internacional del Libro de Buenos Aires, en La Noche de los Museos en la Escuela Superior de Comercio Carlos Pellegrini y en diferentes encuentros en la Biblioteca Nacional, muchas veces junto a la poeta María Belén Aguirre.
En el año 2023 editó junto a su banda dos sencillos: en mayo "El milagro" con la participación de Manuel Quieto, cantante deLa Mancha de Rolando, y en noviembre "Lápiz libertad" junto a León Gieco.

## Discografía

### Con Juan Rosasco en Banda
- Oscurito (2005)
- Paseo en Menta (2007)
- Ríe la Puerta que da al Jardín (2011)
- Cuentos Para Coleccionar (2014)
- Niebla de Otoño -EP- (2018)
- Mañanitas -EP-  (2019)
- Vivo -EP- (2019)
- Norte (2021)

### Como solista
- Mil Corbatas (2003)